# Сребреничка бановина
Сребреничка бановина је била једна од управних области Краљевине Угарске са крајишком, односно војничком организацијом, у функцији одбране јужних угарских граница. Постојала је од 1464. до 1512. године.
После разбијања турске опсаде Јајца, у јесен 1464. Матија Корвин је продирући из Славоније заузео северну Босну и у Сребренику основао Сребреничку бановину, која је имала задатак да штити јужне угарске области и оближњу Бановину Славонију од Турака. За то заслужан Влатко Херцеговић није добио ништа, већ је за бана постављен сремски великаш Никола V Илочки.

## Пад Сребреничке бановине
Иза Угарско-турског мира 1512. године Турци су изненада напали и заузели Сребреничку бановину. Угрозили су Јајачку бановину са истока и опсели Јајце. Иза тога провалила је огромна турска војска до Скадрина и безуспешно га опседала. Попалили су Цазин, Корлаковић и продрли до Ловрана. Хрватском бану веспремском бискупу Петру Бериславићу Трогиранину папа Лав X платио је 50.000 дуката да се супротстави Турцима и 16. августа 1513. године поразио их је код Дубице.

## Банови
- Никола Илочки (октобар 1464 — 1477)
- Ловро Илочки (1477—1494)
- Јурај Стражемански (1494—1495)
- Иваниш Бериславић (1494—1512)